# غرغان (مقاطعة دليجان)
غرغان (بالفارسية: گرگان) هي قرية تقع في قسم دو دهك الريفي (مقاطعة دليجان) في إيران. يقدر عدد سكانها بـ 27 نسمة بحسب إحصاء 2016.